# Kernkraftwerk Blayais
Das Kernkraftwerk Blayais liegt bei der französischen Gemeinde Blaye in der Region Nouvelle-Aquitaine im Département Gironde. Das aus vier Druckwasserreaktoren der  900-MWe-Klasse bestehende Kernkraftwerk liegt am rechten Ufer des Ästuars Gironde, etwa 60 Kilometer von Bordeaux und 80 Kilometer von Royan entfernt.

## Eckdaten
Das 227 Hektar umfassende Kraftwerksareal liegt in einem 6000 Hektar großen Sumpfgebiet und beschäftigt etwa 1300 Personen. Betreiber ist Électricité de France (EDF). Die vier Druckwasserreaktoren haben eine Nettoleistung von jeweils 910 Megawatt (MW) und eine Bruttoleistung von 951 MW. Die installierte Gesamtleistung liegt bei 3804 MW, damit zählt es zu den größeren Kernkraftwerken in Frankreich. Pro Jahr speist es durchschnittlich 24 Milliarden Kilowattstunden in das öffentliche Stromnetz ein.
Zur Kühlung der Anlage wird der Gironde mittels Unterwasserleitungen auf einer Länge von 400 Metern Wasser entnommen, das nach dem Kühlprozess der Reaktoren im Zentrum des Mündungsgebiets, 2,2 Kilometer vom Ufer entfernt, wieder zugeführt wird. Diese Distanz ist zum einen notwendig, damit das erwärmte Wasser nicht wieder angesaugt wird, und zum anderen, damit das Wasser kühl und weit genug vom Ufer entfernt in den Fluss zurückgeführt wird, um den Lebensraum der Fische, die sich vor allem im Uferbereich aufhalten, nicht zu stark zu stören.
Mit dem Bau der ersten beiden Reaktorblöcke wurde am 1. Januar 1977 begonnen. Block 1 ging am 12. Juni 1981 und Block 2 am 17. Juli 1982 in Betrieb. Am 1. April 1978 wurde mit dem Bau von zwei weiteren Reaktorblöcken begonnen, die am 16. Mai 1983 und 17. August 1983 in Betrieb genommen wurden.
Die französische Regierung kündigte 2020 eine Verlängerung für alle in Betrieb befindlichen Reaktoren um weitere 10 Jahre von 40 auf 50 Jahre Laufzeit an. Diese wurde von der französischen Aufsicht ASN 2021 unter Auflagen genehmigt.

## Sicherheit

### Hochwasser
Der Orkan Martin verursachte am Abend des 27. Dezember 1999 starke Überschwemmungen im Bereich des Kernkraftwerkes, was zu einem Störfall der Kategorie 2 auf der Internationalen Bewertungsskala für nukleare Ereignisse (INES 2) führte. Zu diesem Zeitpunkt war der dritte Reaktorblock zur routinemäßigen Wartung abgeschaltet. Der Sturm hatte zunächst für Störungen im 400-kV-Netz geführt, was zu einer automatischen Abschaltung der Reaktorblöcke 2 und 4 geführt hatte. Anschließend wurde durch den Sturm das Wasser der Gironde über die Schutzdeiche hinweg in das Gelände des Kernkraftwerkes gedrückt. Das Wasser überflutete unterirdisch gelegene Bereiche der Reaktorgebäude von Block 1 und 2. Es wurden auch Teile des Kühlsystems und der Notkühlung sowie noch weitere Sicherheitseinrichtungen überschwemmt.
Die Kühlung der betroffenen Reaktorblöcke war nach Angaben der EDF stets gewährleistet. Die Betreiberorganisation CGT verkündete in einer Stellungnahme außerdem, dass zwei von drei Kühlkreisläufen funktionsfähig geblieben seien, was zur Kühlung der Anlage ausreiche. Die Tatsache, dass infolge der Überflutung im Notfall kein Verlass mehr auf das Funktionieren der Sicherheitseinrichtungen gewesen wäre, sei gravierender. Der Hochwasservorfall hat später zu Untersuchungen bei anderen – auch deutschen – Kernkraftwerken über die Auswirkungen einer eventuellen Überschwemmung geführt.
Die Kosten dieses Zwischenfalls werden auf 63 Millionen Dollar geschätzt.

### Erdbeben
Im Falle eines starken Erdbebens könnte es zum Versagen der Notkühlung kommen. Einem Bericht der Atomsicherheitsbehörde ASN im Oktober 2002 zufolge könnten bestimmte Schutzfunktionen bei Erdbeben nicht mehr gewährleistet werden, die das Abkühlen der Reaktorblöcke sicherstellen.

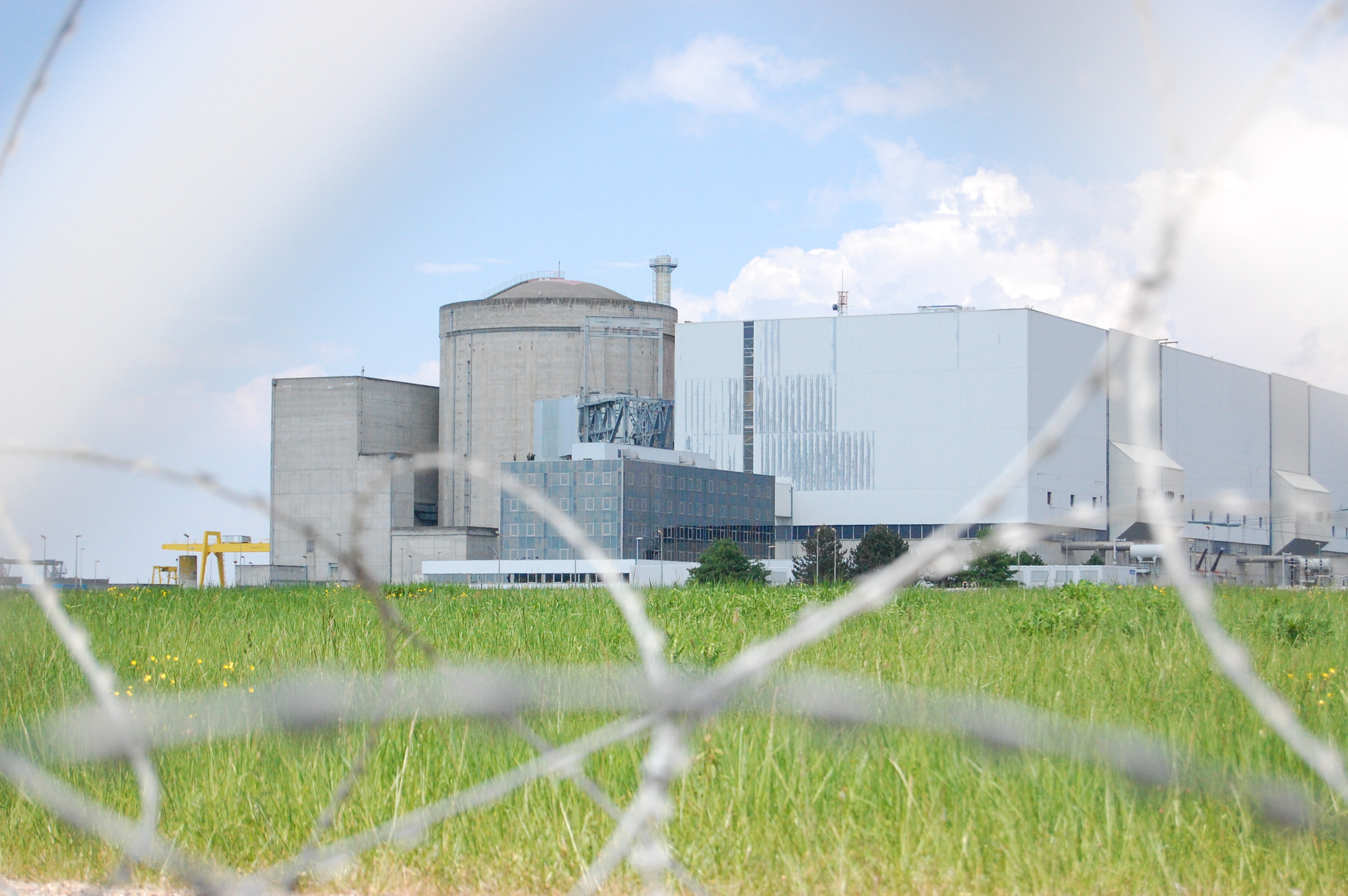
Ein Block des Kernkraftwerks

## Daten der Reaktorblöcke
Das Kernkraftwerk Blayais hat insgesamt vier Blöcke:
| Reaktorblock | Reaktortyp         | Netto- leistung | Brutto- leistung | Baubeginn  | Netzsyn- chronisation | Kommer- zieller Betrieb | Abschal- tung  |
| ------------ | ------------------ | --------------- | ---------------- | ---------- | --------------------- | ----------------------- | -------------- |
| Blayais 1    | Druckwasserreaktor | 910 MW          | 951 MW           | 01.01.1977 | 12.06.1981            | 01.12.1981              | (2031 geplant) |
| Blayais 2    | Druckwasserreaktor | 910 MW          | 951 MW           | 01.01.1977 | 17.07.1982            | 01.02.1983              | (2033 geplant) |
| Blayais 3    | Druckwasserreaktor | 910 MW          | 951 MW           | 01.04.1978 | 17.08.1983            | 14.11.1983              | (2033 geplant) |
| Blayais 4    | Druckwasserreaktor | 910 MW          | 951 MW           | 01.04.1978 | 16.05.1983            | 01.10.1983              | (2033 geplant) |